# Chaim Soutine
Chaïm Soutine (ur. 13 stycznia 1893 w Śmiłowiczach, zm. 9 sierpnia 1943 w Paryżu) – francuski malarz pochodzenia żydowskiego.

## Życiorys
Urodził się jako dziesiąte dziecko w ubogiej żydowskiej rodzinie krawca w miasteczku Śmiłowicze niedaleko Mińska. W 1913 wyemigrował do Paryża i blisko związał się z grupą malarzy, nazwaną później École de Paris, do której należeli m.in. Marc Chagall i Amedeo Modigliani. Główny przedstawiciel ekspresjonizmu. Wypracował własny styl, wyróżniający się jaskrawymi kolorami, energicznymi ruchami pędzla, smugami impastów. Jego obrazy nasycone są gorączkowymi emocjami. W latach 20. malował groteskowe postacie z wykrzywionymi twarzami i zdeformowanymi ciałami. Od 1925 coraz częściej w jego twórczości pojawiała się martwa natura, m.in. oskubane ptactwo i zabite zwierzęta obdarte ze skóry. Anegdota głosi, że wraz ze znajomymi malarzami wyniósł z rzeźni ubitego wołu, którego później przez wiele dni trzymał w mieszkaniu. Czekał aż mięso nabierze „właściwych barw”, by móc je namalować. Lokatorzy kamienicy wezwali straż miejską z powodu roznoszącego się smrodu.
Wywarł duży wpływ na takich artystów jak: Willem de Kooning, Jackson Pollock i Francis Bacon.

## Wybrane myśli o sztuce
- Courbet umiał oddać atmosferę Paryża malując ciało kobiece – ja chcę pokazać Paryż w tuszy wołu.
- Deformacja to Życie. Sztuka Rafaela, Tycjana jest oczywiście doskonała, ale śmiertelnie nudna.
- Ekspresja zawarta jest w pociągnięciu pędzla.
- Gdybym nie był malarzem, zostałbym bokserem.
- Skoro piękno nie oddaje się samo, trzeba je brać gwałtem.
- To drzewo podobne jest do katedry.

## W oczach krytyków
- Interesowały go nie tylko kształty liści i płatków, co krwista, ognista czerwień, którą kładł na płótno jak języki ognia. – Monroe Wheeler
- U Soutine’a brzydota, obnażona w swym absolucie, także pojmowanym w kategoriach absolutu, pięknem olśniewającym, niezwyciężonym, które zmuszeni jesteśmy zaakceptować, chociażby się przed nią wzbraniać. – Raymond Cogniat
- Żył w oczekiwaniu szoku, jaki przeżywał w zetknięciu się z modelem lub motywem, takie spotkanie go przeobrażało. – Marcellin Castaing
- Jak van Gogh, Soutine, maluje ręce, ułomne, niezgrabne, tak zdeformowane, że wydają się nie należeć do danej postaci i odgrywać niezależną od niej rolę. – Maurice Tuchman
- Kolor u niego to rwący potok lawy. – George Waldemar
- Soutine malował bardzo szybko. Nosił w sobie pomysł przez wiele miesięcy, a gdy był gotów, rzucał się z zapałem do dzieła. Pracował wtedy z pasją, jak w gorączce, jak w transie… – Chana Orloff
- Soutine to większy artysta niż van Gogh. – Albert Barnes
- Podobnie jak u Delacroix, szrafowania u Soutine’a budzą kolor do życia. Powierzchnie zdają się wibrować dzięki technice, polegającej na kładzeniu farby nieregularnymi pociągnięciami pędzla, przy zachowaniu harmonijnych przejść kolorystycznych. – George Waldemar
- Mistrzowsko łącząc błękity z zieleniami, Soutine doprowadza kolor poddany działaniu światła i wiatru, do najwspanialszego rozkwitu. – Pierre Courthion
- Buduje on powierzchnię, która przypomina tkaninę, materię. Jest w jego twórczości swego rodzaju transfiguracja, pewne pogrubienie cielesności. – Willem de Kooning
- Soutine był mistrzem subtelnych połączeń i bardzo odważnych zestawień. Potrafił łączyć i harmonizować tonacje, które uchodzą za niemożliwe do połączenia. – Pierre Courthion

## Dzieła

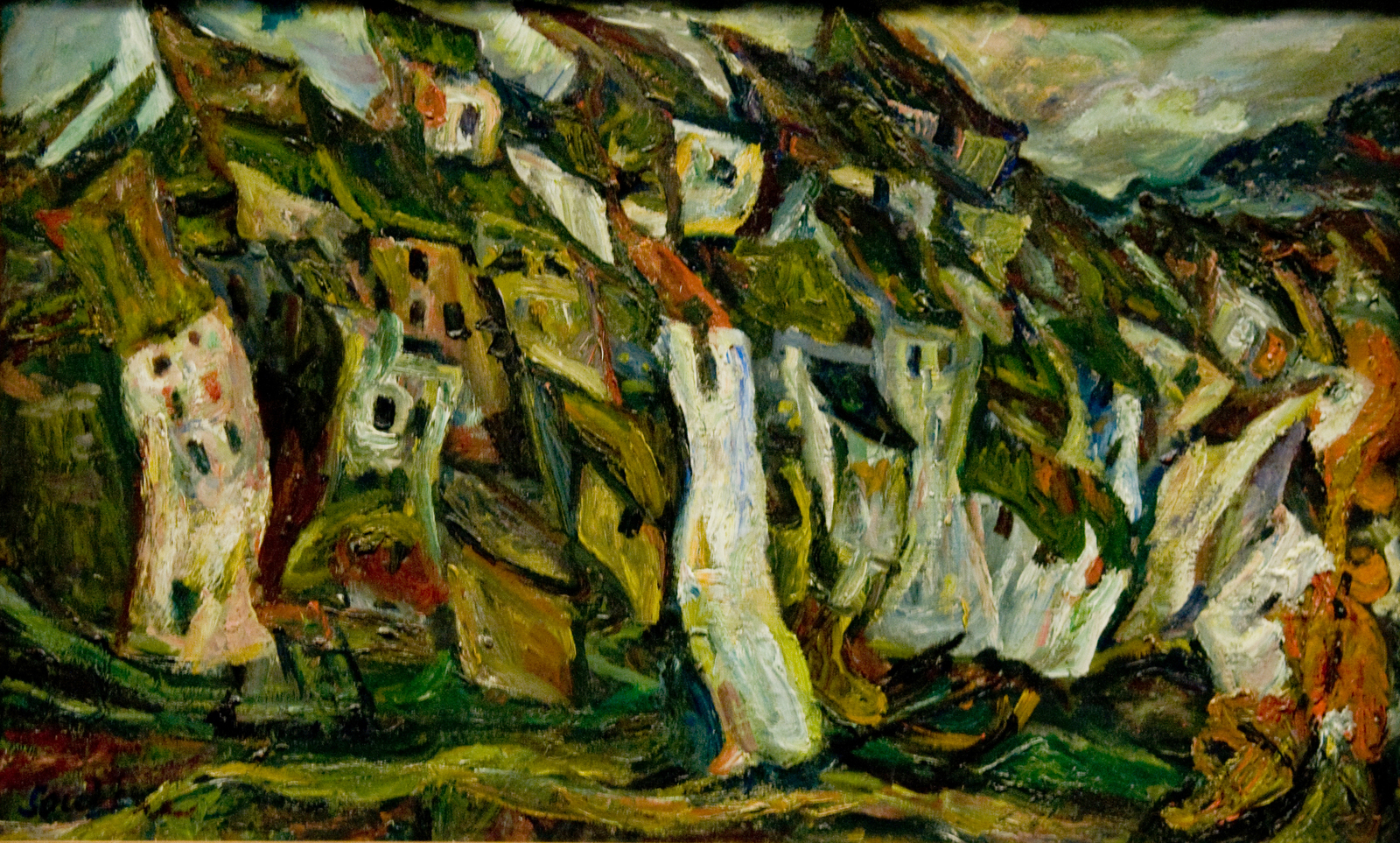
Chaim Soutine, Domy, olej na płótnie, 1921, Musée de l’Orangerie, Paryż

- Autoportret (1916), 54 x 30 cm, Ermitaż, Sankt Petersburg
- Biały dom (1919), 66 x 55 cm, Musée de l’Orangerie, Paryż
- Czerwone gladiole (1919), Musée de l’Orangerie, Paryż
- Domy na wzgórzu (1920-21), 58 x 92 cm, Musée de l’Orangerie, Paryż
- Groon (Goniec z lokalu Maxime'a) (1928), 38,5 x 31,5 cm, Musee de l’Orangerie, Paryż
- Indyk z pomidorami (1925), 81 x 49 cm, Musee de l’Orangerie, Paryż
- Kamerdyner (Grand valet de chambre) (1928), 87 x 66 cm, Musée de l’Orangerie, Paryż
- Katedra w Chartres (1933), 36 x 20 cm, Museum of Modern Art, Nowy Jork
- Kobieta w niebieskiej sukni (1924-25), 81 x 60 cm, Musée d’Art Moderne de la Ville de Paris, Paryż
- Królik i żelazne naczynie (1925), 73 x 36 cm, Musée de l’Orangerie, Paryż
- Królik oskórowany (1921-22), 73 x 60 cm, Foundation Barnes, Merion
- Liściaste drzewo (1922), 60 x 81 cm, Musée de l’Orangerie, Paryż
- Maciory (1942), 45 x 56 cm, Musée d’Art Moderne de la Ville de Paris, Paryż
- Mały cukiernik (1921-22), 66,3 x 50,3 cm, Foundation Barnes, Merion
- Martwa natura z fajką (1914-15), Musée d’Art Moderne, Troyes
- Ministrant (1926), 69 x 49 cm, Musée de l’Orangerie, Paryż
- Młoda Angielka (1928-29), 46 x 55 cm, Musée de l’Orangerie, Paryż
- Narzeczona (1920-21), 82 x 45 cm, Musée de l’Orangerie, Paryż
- Portret chłopca (1928), 36 x 25 cm, National Gallery of Art, Waszyngton
- Portret pani Castaing (ok. 1928), 39 x 28 cm, Metropolitan Museum of Art, Nowy Jork
- Powrót ze szkoły (1939), 43 x 50 cm, Kolekcja Phillipsa, Waszyngton
- Służąca (1937), 43 x 13 cm, Kunstmuseum, Lucerna
- Stajenny (1925), 98 x 80 cm, Centre Georges Pompidou, Paryż
- Wariatka (1920), 96 x 59 cm, Rokubin Hayashi, Tokio
- Widok Céret (1920-21), 54 x 73 cm, Art Museum, Cincinnati
- Widok Céret (1922), 74 x 75 cm, Museum of Art, Baltimore
- Wół i cielecy łeb (1925), 92 x 73 cm, Musée de l’Orangerie, Paryż
- Zarżniety wół (1925), 202 x 114 cm, Musée de Grenoble, Grenoble
- Zarżnięty wół (ok. 1925), 166,1 x 114,9 cm, Albright-Knox Art Gallery, Buffalo